# Julián Alonso
Julián Alonso Pintor (Canet de Mar (Catalonië), 2 augustus 1977) is een voormalig professioneel tennisser uit Spanje. Hij begon zijn profcarrière in 1996 en stopte vijf jaar later op het challenger-toernooi van Brindisi (augustus 2001).
Alonso kreeg de ATP Newcomer of the Year prijs na zijn winst in Santiago waar hij het voormalig nummer 1 in het mannentennis Marcelo Ríos versloeg. Hij eindigde in de top 30 in 1997. Na deze overwinning won hij nog één enkelspeltitel in Bologna in 1998. Hij bereikte zijn hoogste ATP-enkelspelplaats op 15 juni 1998 (na zijn tweede titel), toen hij de nummer 30 werd.

## Titels (9)

### Enkelspeltitels(4)
| Legenda (enkelspel)    |
| Grand Slam (0)         |
| ATP Masters Series (0) |
| ATP Tour (2)           |
| Challengers (2)        |

| nr. | finale          | toernooi      | ondergrond | tegenstander    | score         |
| --- | --------------- | ------------- | ---------- | --------------- | ------------- |
| 1.  | 30 juni 1997    | Venetië       | hardcourt  | Marcello Craca  | 6–3, 6–7, 6–0 |
| 2.  | 14 juli 1997    | Contrexéville | gravel     | Andrea Gaudenzi | 6–4, 6–3      |
| 3.  | 3 november 1997 | Santiago      | gravel     | Marcelo Ríos    | 6–2, 6–1      |
| 4.  | 8 juni 1998     | Bologna       | gravel     | Karim Alami     | 6–1, 6–4      |

### Dubbelspeltitels (5)
| Legenda (dubbelspel)   |
| Grand Slam (0)         |
| ATP Masters Series (0) |
| ATP Tour (2)           |
| Challengers (3)        |

| nr. | finale           | toernooi    | ondergrond | partner            | tegenstanders                     | score         |
| --- | ---------------- | ----------- | ---------- | ------------------ | --------------------------------- | ------------- |
| 1.  | 8 september 1997 | Marbella    | gravel     | Karim Alami        | Alberto Berasategui Jordi Burillo | 4–6, 6–3, 6–0 |
| 2.  | 15 juni 1998     | Zagreb      | gravel     | Mariano Puerta     | Eduardo Nicolás Germán Puentes    | 6–1, 6–4      |
| 3.  | 24 augustus 1998 | Long Island | hardcourt  | Javier Sánchez     | Brandon Coupe Dave Randall        | 6–4, 6–4      |
| 4.  | 3 juli 2000      | Venetië     | gravel     | Aleksandar Kitinov | Andrea Gaudenzi Diego Nargiso     | 7–6, 7–5      |
| 5.  | 11 juni 2001     | Weiden      | gravel     | Hugo Armando       | Petr Kovacka Pavel Kudrnac        | walk-over     |

## Resultaten grandslamtoernooien
| Legenda | Legenda                          |
| ------- | -------------------------------- |
| g.t.    | geen toernooi gehouden           |
| l.c.    | lagere categorie                 |
| –       | niet deelgenomen                 |
| G       | uitgeschakeld in de groepsfase   |
| 1R      | uitgeschakeld in de eerste ronde |
| 2R      | uitgeschakeld in de tweede ronde |
| 3R      | uitgeschakeld in de derde ronde  |
| 4R      | uitgeschakeld in de vierde ronde |
| KF      | uitgeschakeld in de kwartfinale  |
| HF      | uitgeschakeld in de halve finale |
| F       | de finale verloren               |
| W       | het toernooi gewonnen            |
| w-v     | winst/verlies-balans             |

### Enkelspel
| Toernooi        | 1997 | 1998 | 1999 | 2000 |
| --------------- | ---- | ---- | ---- | ---- |
| Australian Open | –    | 2R   | 2R   | 1R   |
| Roland Garros   | –    | 1R   | 1R   | –    |
| Wimbledon       | –    | 1R   | 1R   | –    |
| US Open         | 1R   | 1R   | –    | –    |

### Mannendubbelspel
| Toernooi        | 1998 | 1999 |
| --------------- | ---- | ---- |
| Australian Open | 1R   | 1R   |
| Roland Garros   | KF   | 1R   |
| Wimbledon       | –    | –    |
| US Open         | 1R   | –    |